# Géographie de l'Uruguay
L'Uruguay est un pays situé au sud-est de l'Amérique du Sud entre le Brésil, au nord, et l'Argentine, au sud et sud-ouest, et disposant dans sa partie méridionale et orientale d'une large ouverture sur l'océan Atlantique. 

## Situation géographique
Ce petit pays est entièrement situé dans l'hémisphère Sud sur la côte Atlantique de l'Amérique du Sud, plus précisément entre les méridiens 53 et 58 ouest (longitude) et entre les parallèles 30 et 35 sud (latitude).
Au sud du pays, face au Río de la Plata qui s'ouvre par un ample estuaire s'élargissant vers l'océan Atlantique, se situe Montevideo, la capitale la plus méridionale de l'Amérique  du  Sud. La ville longe approximativement la même latitude que Le Cap, en Afrique du Sud, et Sydney, en Australie. De plus, Montevideo est l'une des trois capitales les plus  australes du monde avec Canberra, la capitale de l'Australie, et Wellington, la capitale  de la Nouvelle Zélande.
L'Uruguay est le seul État sud-américain dont le territoire ne s'étend  pas au nord du parallèle 30 sud, étant situé en outre complètement au sud du Tropique du Capricorne.
Sa superficie est de 176 220 km2 dont 173 620 km2 de terre et 2 600 km2 d'eau, il partage 1 564 km de frontières avec deux pays : 985 km au nord avec le Brésil et 579 au sud et à l'ouest avec l'Argentine. À l'est et au sud-est, il développe un littoral qui s'étire sur 660 km le long de l'océan Atlantique. C'est le deuxième plus petit des États sud-américains après le Suriname mais, il est le plus petit pays hispanophone de l'Amérique du Sud.
À ce modeste territoire s’ajoutent, d’une part, les 105 ± 4 km2 d’îles dans le fleuve Uruguay et, d’autre part, les 237 ± 6 km2 du Rincón de Maneco, un territoire contesté[réf. incomplète],[réf. incomplète]. Les eaux intérieures uruguayennes s’étendent sur 528 ± 40 km2 dans le Río Uruguay, 1 031 ± 20 km2 dans la Laguna Merín et 15 240 ± 20 km2 dans le Río de la Plata. La mer territoriale uruguayenne s’étend sur 125 057 ± 9 km2.

## Géomorphologie

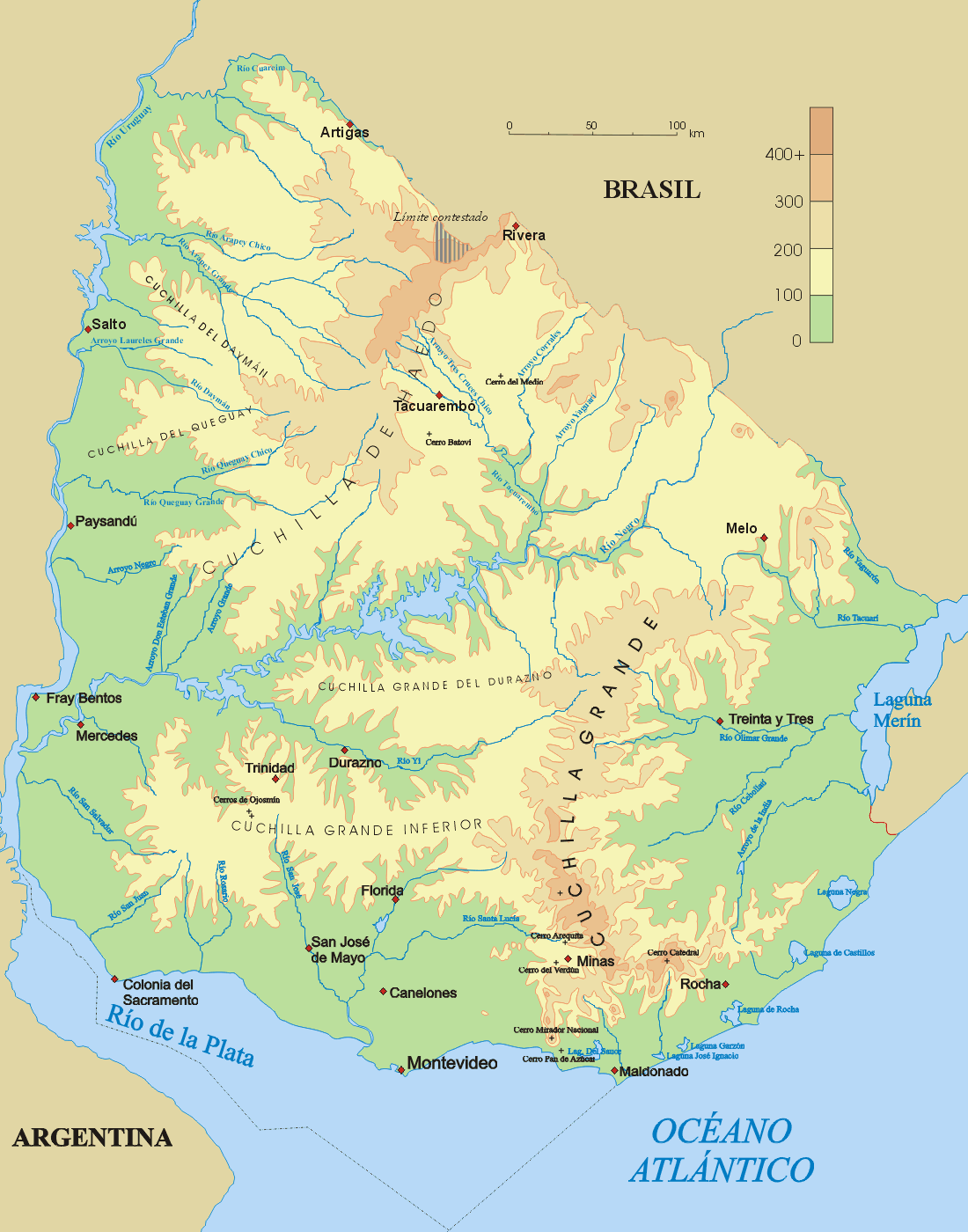
Carte géophysique de l'Uruguay.

L'Uruguay constitue un pays de transition géomorphologique entre la vaste pénéplaine herbeuse de la Pampa argentine et les hautes collines basaltiques du Plateau brésilien. 
La plus grande partie du territoire uruguayen est formée des plaines mollement ondulées de la Pampa humide, qui correspond au prolongement steppique de la Pampa argentine.
Ces basses plaines, sans caractères particuliers sinon leur fertilité édaphique, sont jalonnées par deux longues rangées de moyennes et hautes collines appelées localement cuchillas et d'orientation nord-est/sud-ouest. La Cuchilla de Haedo s'étend au nord-ouest du pays depuis la vallée du 
Río Uruguay jusqu'au Brésil, tandis que la Cuchilla Grande en occupe la partie orientale étant séparée de la première par la vallée du río Negro. Elles sont le prolongement géophysique du vieux bouclier brésilien jusqu'aux abords du Río de la Plata, vaste embouchure qui s'ouvre sur l'océan Atlantique au sud du pays.

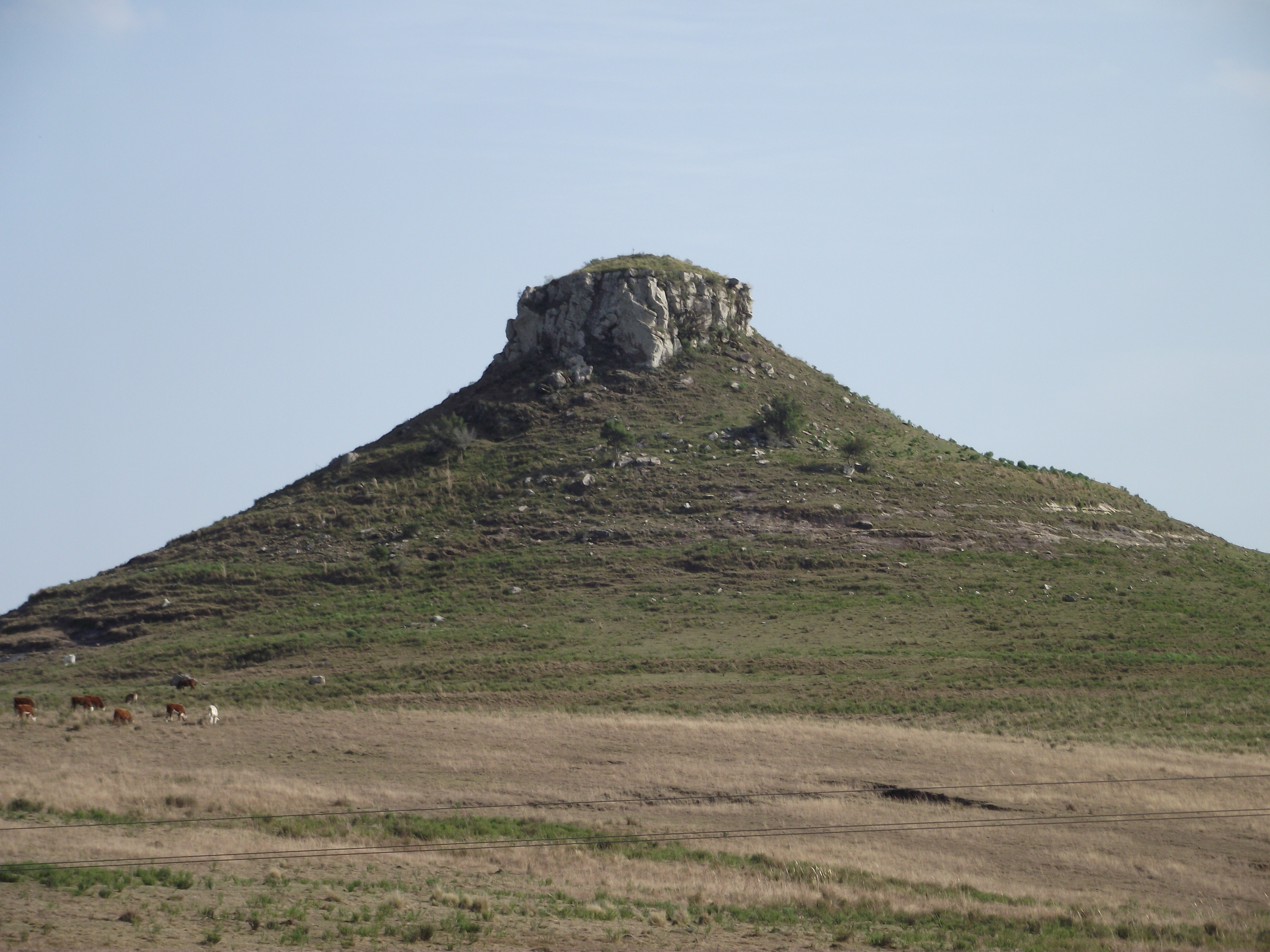
Le Cerro Batoví, une spectaculaire butte témoin dans la Cuchilla de Haedo.

Aux abords immédiats du littoral platéen, sur sa rive gauche, se distingue un alignement de collines appelées localement cerros. Parmi celles-ci s'élève le remarquable Cerro Pan de Azúcar, très caractéristique par sa formation granitique. Ce sont ces fameux "cerros" littoraux qui servaient de repères à la navigation maritime permettant ainsi d'identifier Montevideo qui est le sixième  cerro dans l'alignement côtier depuis l'océan Atlantique. 
Parmi les collines à l'intérieur des terres, se distingue dans le nord/nord-ouest la Cuchilla de Haedo. Cette chaîne de collines moyennement élevées (environ 200 m), de nature basaltique, présente une bordure orientale très escarpée tandis que son flanc occidental, en pente plus douce, est le lieu de sources de nombreuses rivières comme la  Daymán, l'Arapey Grande ou encore la  Queguay Grande. C'est aussi dans cette région de collines fortement érodées que surgissent dans un paysage rocailleux des buttes-témoins isolées comme le spectaculaire Cerro Batoví.
L'est du pays est dominé par la Cuchilla Grande. Cette dernière est une longue chaîne de moyennes collines qui s'étend sur environ 700 kilomètres en demi arc de cercle du sud du Brésil jusqu'à l'océan Atlantique, aux environs de la célèbre station balnéaire de Punta del Este, au large de laquelle les îles de Gorriti et de Lobos sont ses prolongements insulaires.
C'est dans la cuchilla Grande dont l'altitude varie entre 300 et plus de 500 m que sont les points les plus élevés de l'Uruguay parmi lesquels se trouve le sommet du pays, le mont Catedral, qui culmine à près de 514 m.

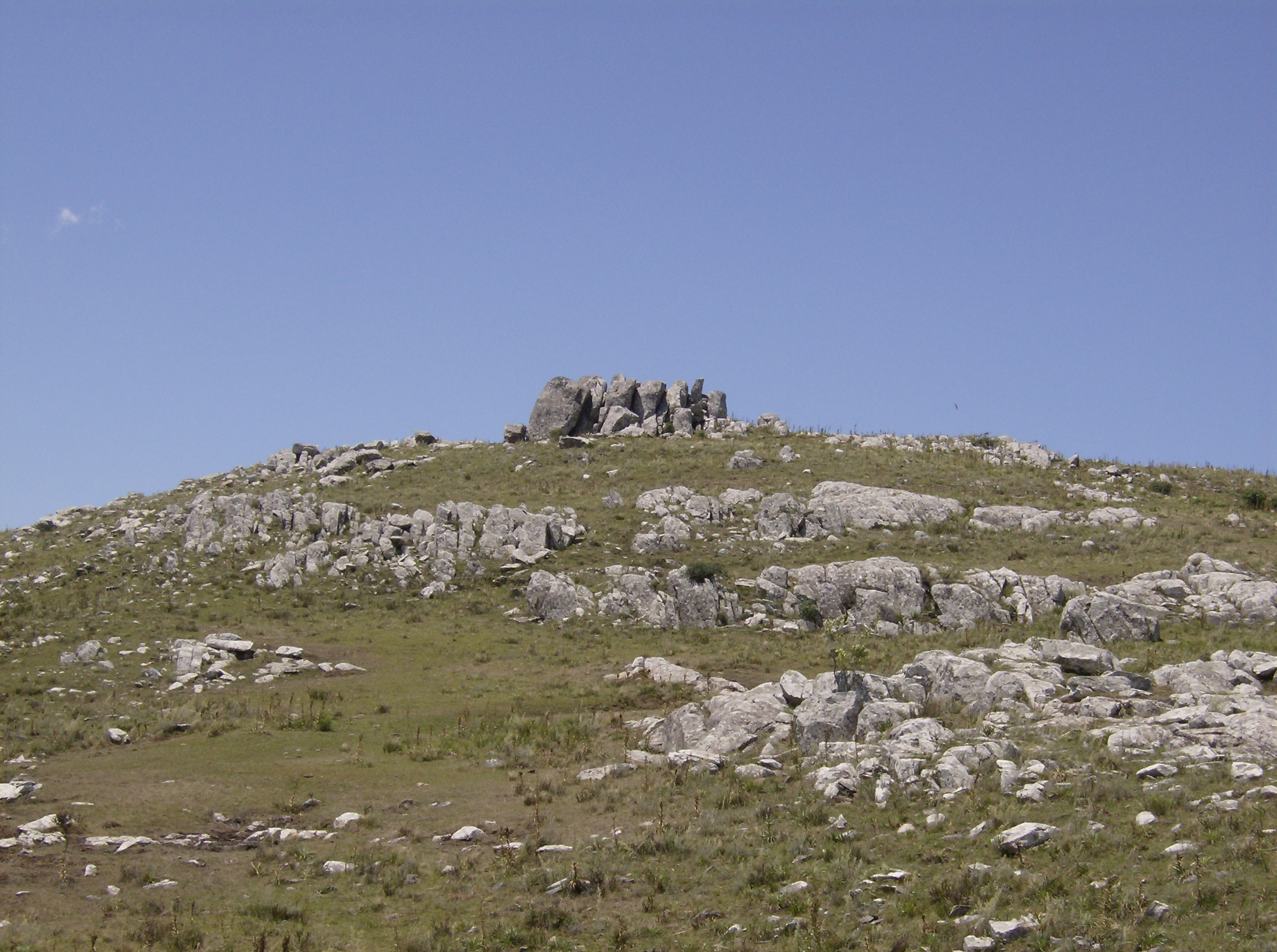
Le Cerro Catedral est avec ses 514 mètres le point culminant de l'Uruguay.

## Altimétrie
L’altitude moyenne de l’Uruguay est de 116,70 mètres. Entre deux valeurs extrêmes, les données géodésiques de l'Uruguay sont les suivantes : son altitude varie entre 0 m et 513,66 m allant du littoral Atlantique de l'Uruguay jusqu'aux cerros, hautes collines locales, de la Cuchilla Grande où se trouve au sud  le cerro Catedral qui est le point culminant du pays..

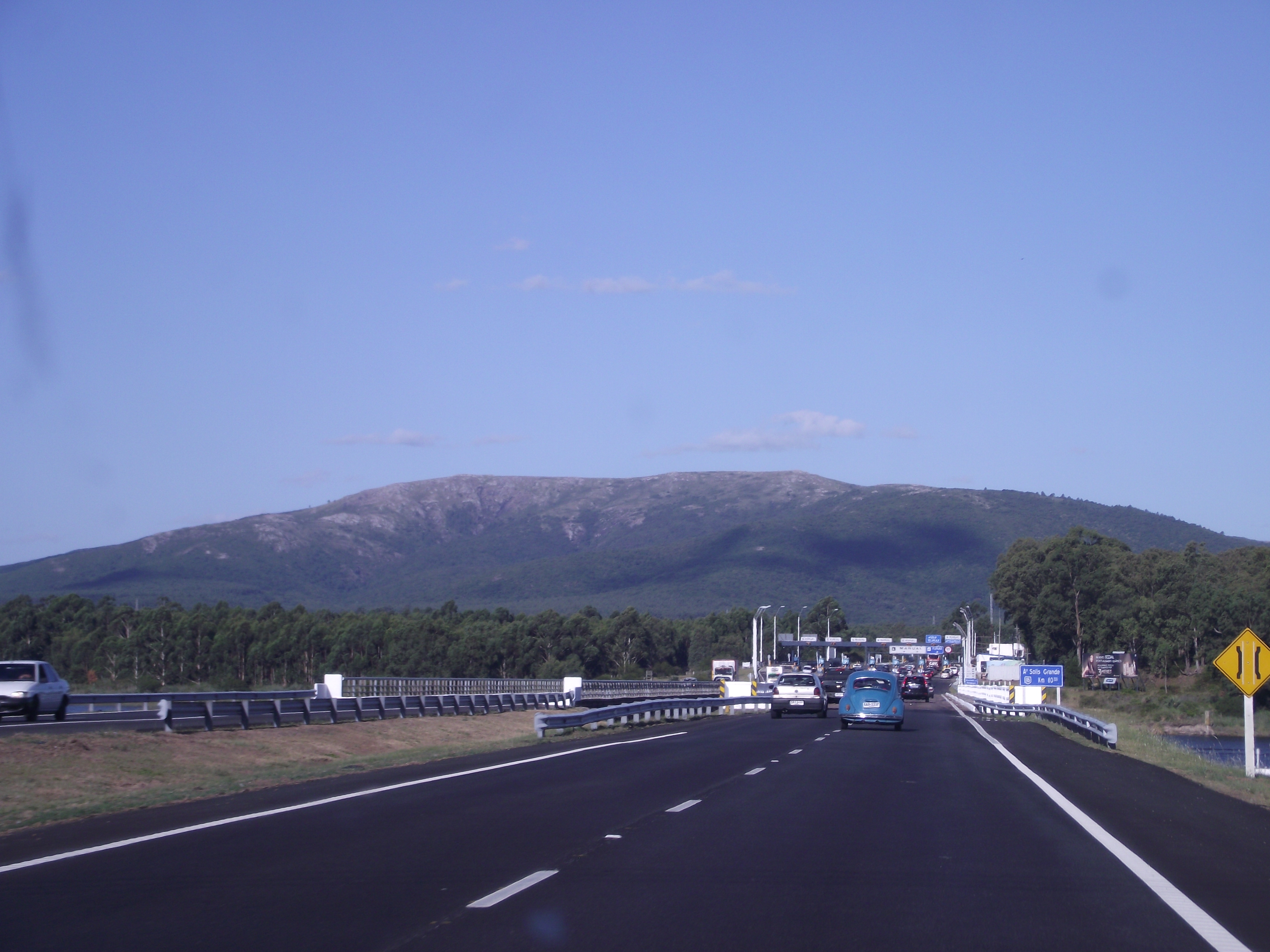
Le Cerro de las Ánimas est le deuxième sommet de l'Uruguay.

## Hydrographie
La géographie originale de l'Uruguay se distingue également par son réseau hydrographique particulièrement dense. 

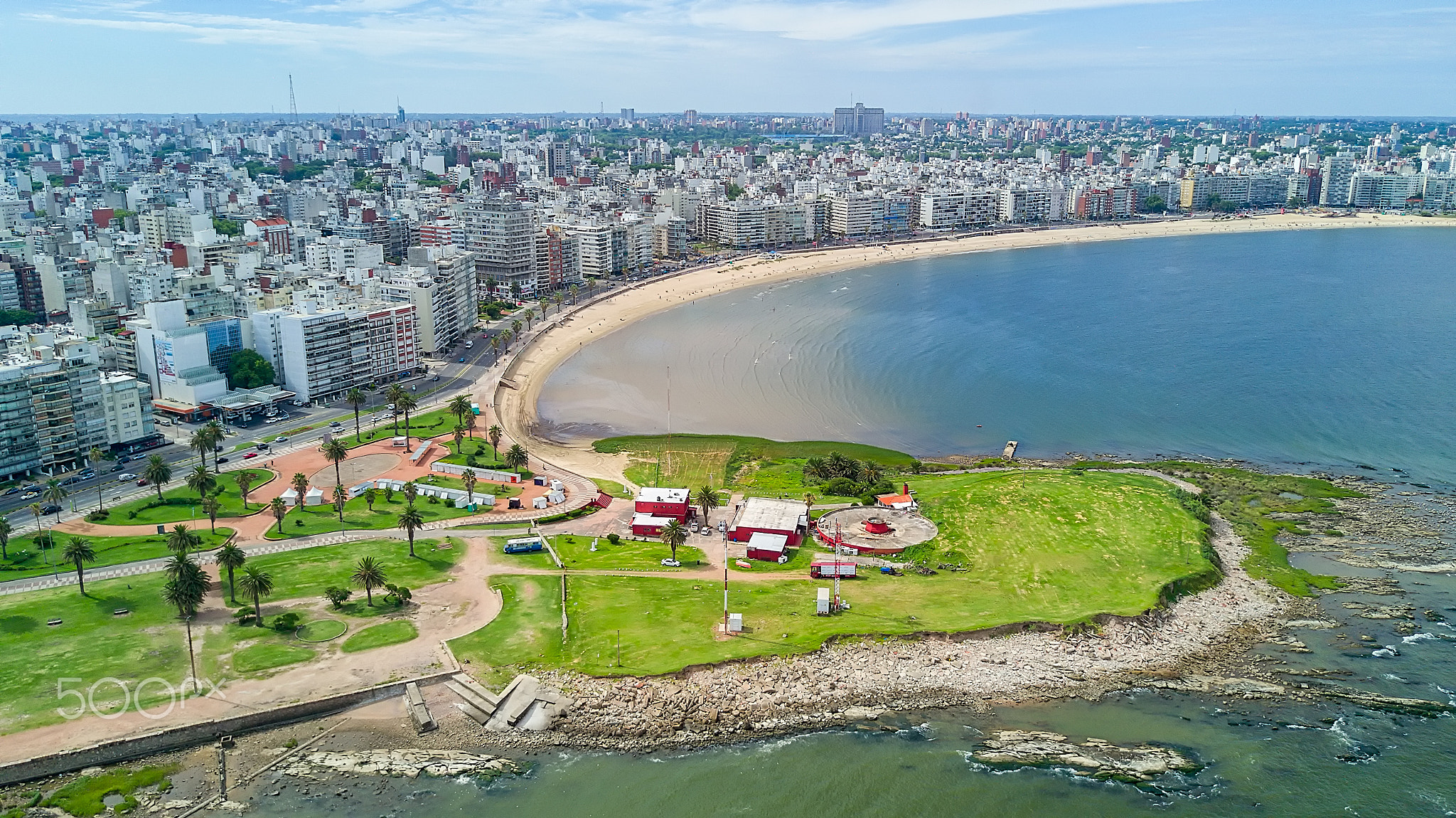
Le Río de la Plata baigne la baie de Montevideo.

Tout d'abord, au sud du pays, se singularise l'une des plus longues embouchures du monde, le Río de la Plata. Il s'étire, sur sa rive gauche, le long d'un littoral aux abords variés, tantôt marécageux, parfois dunaires, mais le plus souvent bordé de longues et belles plages ayant favorisé l'essor des stations balnéaires de l'estuaire jusqu'à l'océan Atlantique comme Montevideo sur la baie de Montevideo, Atlántida sur la Costa de Oro, Piriápolis ou Punta del Este sur la baie de Maldonado, qui sont parmi les plus fréquentées du pays. Il reçoit aussi quelques fleuves côtiers dont le Río Santa Lucía qui débouche à l'ouest de la capitale mais,  parmi ceux-ci, le plus considérable est le río Uruguay.

Le río Uruguay est un grand fleuve qui coule sur 1 838 km depuis son lieu de source au Brésil jusqu'au lieu précis de son embouchure dans le Río de la Plata à Punta Gorda. Son cours moyen s'achève en Uruguay à Bella Unión où, à partir de sa confluence avec le Río Cuareim jusqu'à Punta Gorda, il s'écoule sur environ 500 kilomètres. À partir du grand Barrage de Salto Grande commence véritablement son cours inférieur à l'endroit même où les cascades interrompent la navigation sur le fleuve. C'est alors dans sa partie aval qu'il contribue beaucoup à la vie économique du pays, étant jalonné de nombreux ports fluviaux sur sa rive gauche et où les bateaux peuvent remonter son cours qui est navigable jusqu'à la ville de Salto dans le nord-ouest du pays. Le fleuve rejoint la vaste embouchure du Río de la Plata en amont de Colonia del Sacramento, port qui entretient des relations fluviales régulières avec l'autre rive où s'est développée Buenos Aires, la capitale de l'Argentine. Son cours inférieur est jalonné de nombreuses îles fluviales qui se sont formées par l'accumulation de dépôts alluvionnaires dont la plus grande est l'Île Filomena Grande qui a donné son nom au principal canal de navigation fluvial reliant les ports de  Paysandú, en amont sur le fleuve, et de Fray Bentos en aval.

En terre uruguayenne, son plus grand affluent est le río Negro. Cette grande rivière traverse le pays dans sa partie centrale, du nord-est au sud-ouest, sur 750 km, l'alimentant en électricité et en eau potable grâce à l'édification de deux lacs-réservoirs sur son cours. Par son bassin collecteur, le río Negro se caractérise par son unité géographique exceptionnelle du fait que tout son réseau hydrographique relève exclusivement de l'intérieur du pays uruguayen. Le Río Negro, qui est un important tributaire de rive gauche du fleuve Uruguay, est la plus grande rivière du pays qui dispose du plus grand système hydrographique interne à l'Uruguay. Ses eaux sont grossies par deux affluents, sur sa rive droite, le río Tacuarembó, et sur sa rive gauche, le  río Yí.
De plus, d'autres affluents de la rive gauche du fleuve Uruguay, ayant tous leurs sources sur le flanc occidental de la Cuchilla de Haedo, vienent grossir ses eaux. Parmi ceux-ci figurent notamment, de l'amont vers l'aval, les grandes rivières de  Arapey Grande,  Daymán et Queguay Grande.

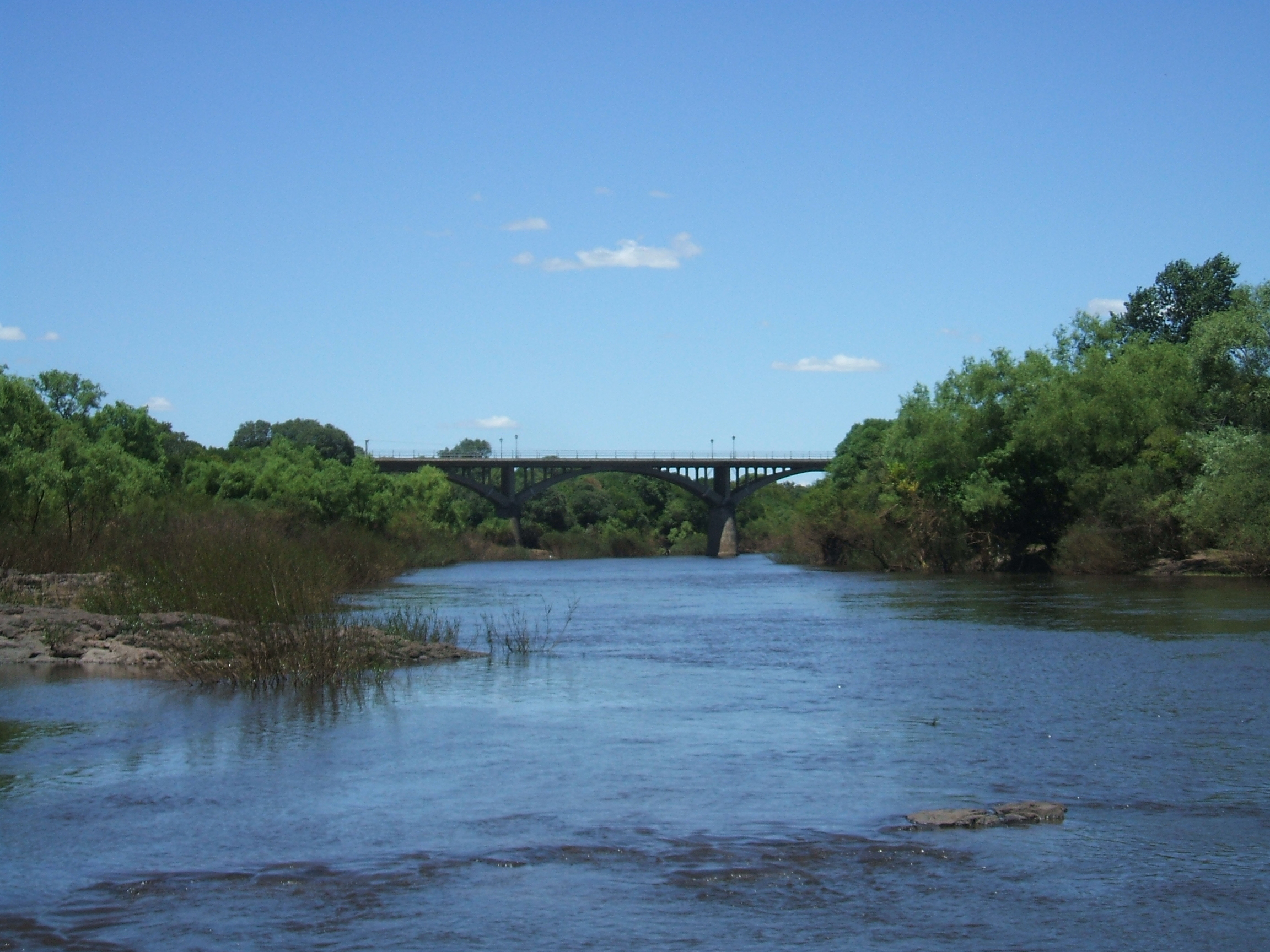
Le río Daymán enjambé par le pont de la Route 3 surnommée Général José Artigas.

Par ailleurs, le littoral platéen, dans sa rive gauche, est bordé par des plaines marécageuses inondables tandis que la côte de l'Atlantique, dans sa partie orientale, est formée de vastes lagunes, la plus importante étant la Lagune Merín à cheval entre le Brésil et l'Uruguay.

## Climat
L'Uruguay est un pays situé entre les latitudes Sud 30 et 35°, sur la côte orientale du continent sud-américain, ce qui lui donne un climat subtropical humide. Toutefois, le pays étant ouvert sur l'océan Atlantique, les tendances climatiques sont quelque peu tempérées. La température moyenne est de 17,5 °C et varie entre 28 °C pour les mois les plus chauds, comme en janvier, et 6 °C en juin, qui est le mois le plus froid.
Les précipitations sont homogènes tout le long de l'année et sont de l'ordre de 1 000 mm/an et sont dans la région du nord (la plus humide) de 1 400 mm/an. Le mois le plus humide est celui de mars, il tombe généralement 140 mm d'eau en cette période sur la majorité du territoire et 90 mm pour l'extrême sud. Alors qu'en décembre, les valeurs sont comprises entre 100 mm (pour le nord) et 60 mm pour le sud. Mais en dépit de cette homogénéité sur l'ordre de grandeur de l'année, les précipitations de l'Uruguay se caractérisent par des irrégularités extrêmes. En effet, de nombreuses périodes de sécheresses se sont produites, comme celles enregistrées en 1891-1894, 1916-1917, 1942-1943, 1964-1965 et 1988-1989 et à ces périodes s'ajoutent des périodes de précipitations très abondantes comme en 1914, 1959, 1983 et aussi 1992. L'humidité relative moyenne annuelle oscille entre 70 % et 75 %, dans tout le pays. Le mois le plus humide est celui de juillet, avec une moyenne de 80 %, et le plus sec est janvier avec une moyenne de 65 %. Mais il est très fréquent de voir au cours d'une journée l'humidité passer de 90 % à l'aube à 45 % en début d'après-midi.
Carte des vents (vitesse moyenne annuelle) : energiaeolica.gub.uy .

## Risques naturels et anthropiques
- Pendant les mois d'hiver, des vents froids et très violents, connus sous le nom de pamperos, soufflent du sud-ouest et dévastent les régions côtières du pays.
- Les sécheresses et inondations sont fréquentes en raison de l'absence des montagnes, qui forment naturellement des barrières, le pays étant vulnérable aux changements climatiques rapides.